# Robert Guéï
Robert Guéï (16 de marzo de 1941 - 19 de septiembre de 2002) fue el gobernador militar de Costa de Marfil desde el 24 de diciembre de 1999 hasta el 26 de octubre de 2000.

## Biografía
Guéï nació en Kabakouma, una aldea en la región occidental de Man, y fue miembro de la tribu Yakouba. Él era un militar de carrera: bajo la administración francesa, fue entrenado en la escuela militar de Uagadugú y en la Escuela Militar Especial de Saint-Cyr, en Francia. Él fue un ferviente defensor en toda su vida del presidente Félix Houphouët-Boigny, quien en 1990 lo nombró jefe del ejército después de un motín. Tras la muerte de Houphouët-Boigny en 1993, Guéï se distanció del nuevo líder Henri Konan Bédié. La negativa de Guéï de movilizar sus tropas para resolver una lucha política entre Bédié y el líder de la oposición, Alassane Ouattara, en octubre de 1995 llevó a su despido. Fue nombrado ministro, pero fue despedido de nuevo en agosto de 1996 y expulsado del ejército en enero de 1997.

### Golpe de Estado
Bédié fue derrocado en el golpe de Estado de Nochebuena de 1999. Aunque el golpe no fue dirigido por Guéï, el popular general se recomienda salir de su retiro al frente de la junta hasta las próximas elecciones. En las elecciones de octubre de 2000, Guéï fue derrotado por Laurent Gbagbo del Frente Popular Marfileño, pero se negó a reconocer el resultado y se llevó una ola de protestas en las calles para que Gbagbo accediera al poder. Guéï huyó a Gouessesso, cerca de la frontera con Liberia, pero seguía siendo una figura en la escena política. Fue incluido en un foro de reconciliación en 2001 y accedió a abstenerse de utilizar métodos no democráticos.

## Asesinato
Guéï se retiró del acuerdo de foro en septiembre de 2002, pero fue asesinado el 19 de septiembre de 2002, en el distrito de Cocody de Abiyán en las primeras horas de la guerra civil. Las circunstancias de su muerte siguen siendo un misterio. Su esposa y varios miembros de su familia, además del ministro del Interior, Emile Boga Doudou, también fueron asesinados.
Tras la muerte de Guéï, su cuerpo permaneció en la morgue hasta que un funeral se llevó a cabo por él en Abiyán el 18 de agosto de 2006, casi cuatro años después de su muerte.